# Miroslav Blažević
Miroslav "Ćiro" Blažević (Travnik, 9 februari 1935 – Zagreb, 8 februari 2023) was een Bosnisch-Kroatisch voetbaltrainer en -speler.
Zijn meeste succesvolle periode kende hij als coach van het Kroatisch voetbalelftal. Hij leidde de Kroaten naar de kwartfinale op het EK 1996 en een derde plaats op het WK 1998, ten koste van Nederland. Parallel aan zijn trainerscarrière was Blažević op sommige momenten actief als politicus in Kroatië, waar hij bekend staat als Trener svih trenera (de 'coach der coaches').

## Voetbalcarrière

### Beginjaren
Blažević werd geboren in een Bosnisch-Kroatisch gezin in Travnik, Drinabanaat, Koninkrijk Joegoslavië. Zijn carrière als speler was, zoals hij zelf oordeelde, gemiddeld. Daarom begon hij zijn trainersloopbaan op relatief jonge leeftijd. Als speler kwam hij uit voor Travnik, Dinamo Zagreb, Lokomotiva Zagreb, FK Sarajevo, Rijeka en Sion. Hij begon als coach waar hij zijn spelerscarrière beëindigde: Zwitserland. Hij leidde eerst Vevey (1963-1967), daarna zijn oude ploeg FC Sion (1967-1972), vervolgens FC Lausanne-Sport (1973-1974) en ten slotte het Zwitsers voetbalelftal (als interim-coach voor twee wedstrijden in 1976).

### Succes met Dinamo
Blažević keerde in 1978 terug naar Joegoslavië om aan de slag te gaan bij Rijeka. Na een tiende plaats met de club in het seizoen 1978/79 verkaste hij in 1980 naar Dinamo Zagreb, een van de grote vier clubs van Joegoslavië (de andere drie waren Hajduk Split, Rode Ster Belgrado en Partizan). Na een matig eerste seizoen waarin de vijfde plaats werd behaald maakte Ćiro zich in het volgende seizoen onsterfelijk door voor het eerst sinds 24 jaar weer de Joegoslavische landstitel te winnen. Het daaropvolgende seizoen wist de club de beker van Joegoslavië te winnen en streed het een lange tijd met Partizan en Hajduk om de landstitel. Partizan werd uiteindelijk kampioen en Blažević verliet Dinamo voor de eerste keer.
Blažević keerde terug naar Zwitserland en won het Zwitsers kampioenschap met Grasshopper Club Zürich in 1984. Hierna was hij voor een korte periode trainer van het Griekse PAOK Saloniki. In 1986 was Ćiro opnieuw werkzaam in Joegoslavië, ditmaal als hoofdverantwoordelijke bij FK Pristina. Onder zijn leiding wist de club zicht te handhaven op het hoogste niveau.
In datzelfde jaar ging hij voor de tweede keer aan de slag bij Dinamo Zagreb. Tijdens deze periode slaagde hij er niet in enige significante resultaten te bereiken en verliet de club zodoende weer in 1988. Zijn volgende werkgever was FC Nantes. Hier was hij tot 1991 werkzaam.

### Kroatisch voetbalelftal
In de jaren negentig, toen Kroatië onafhankelijk werd, trad Ćiro toe tot de Kroatische Democratische Unie en raakte goed bevriend met president Franjo Tuđman. Voor de derde keer ging hij aan de slag bij Dinamo (toen genaamd NK Croatia Zagreb), waar hij ditmaal naast coach ook voorzitter was. Ćiro won de landstitel in 1993 en de beker in 1994, maar ging toch weg bij de club om naar zijn eigen zeggen zich volledig te kunnen richten op zijn werk als bondscoach van Kroatië.
Ćiro was bondscoach vanaf 1994 op een parttime-basis en slechts een jaar later werd het een fulltime-baan toen Kroatië moest gaan spelen voor kwalificatie voor het EK van 1996. Kroatië werd eerste in de kwalificatiegroep, troefde hiermee onder meer Italië af en plaatste zich rechtstreeks voor het EK 1996 in Engeland.
Kroatië doorliep de groepsfase met overwinningen op Turkije, Denemarken en een nederlaag tegen Portugal, waarna ze Duitsland als tegenstander kregen in de kwartfinale. Duitsland won met 2−1 en wist later het toernooi ook te winnen, maar Ćiro en Kroaten claimden dat de Zweedse arbiter Leif Sundell enigszins in het voordeel van de Duitsers had gefloten.
Er waren echter betere prestaties op komst. Kroatië probeerden zich te kwalificeren voor het WK 1998 in Frankrijk. Ze werden tweede in de kwalificatiegroep achter Denemarken en plaatsten zich voor het eindtoernooi. Blažević stond op het punt om wereldwijde bekendheid te verwerven.

### WK 1998
De Kroatische ploeg van 1998 zat vol met talentvolle spelers zoals Zvonimir Boban, Davor Šuker en Slaven Bilić. In Frankrijk zorgden ze voor een sensatie door een derde plaats te behalen. In de groepsfase wonnen de Kroaten van Japan en Jamaica en leden ze vervolgens een onbelangrijke nederlaag tegen Argentinië in het laatste groepsduel. In de knock-outfase werd Roemenië met 1−0 verslagen dankzij een doelpunt gemaakt uit een strafschop. In de kwartfinale werden ze geloot aan het sterke Duitsland. De wedstrijd eindigde in een verrassende 3−0 overwinning voor de Kroaten die de wereld verbaasde. De finale werd uiteindelijk niet bereikt; in de halve finale bleek Frankrijk met 2−1 te sterk. De Fransen wisten het toernooi later te winnen. In de troostfinale behaalde Kroatië de derde plaats na een 2−1 overwinning op Nederland. Ćiro en zijn team werden bij terugkomst in Kroatië als helden ontvangen.
De rest van zijn periode als coach van het Kroatisch voetbalelftal was minder succesvol. Kroatië faalde om zich te plaatsen voor het EK 2000, na een derde plaats in de kwalificatiegroep achter het voetbalelftal van Servië en Montenegro en Ierland. Ćiro behield zijn positie en ging spelen met een nieuw team met jongere spelers voor het aankomende WK 2002. Echter, nadat Kroatië de kwalificatie begon met twee gelijke spelen, werd hij gedwongen af te treden in het najaar van 2000.

### Iraans voetbalelftal en terugkeer naar Kroatië
Ćiro was bekend in de voetbalwereld vanwege zijn prestaties met Kroatië en accepteerde in 2001 een aanbod om aan de slag te gaan bij het Iraans voetbalelftal. Het land zat midden in de WK-kwalificatie. Hij had een voorsprong in de laatste ronde van de kwalificatie en was snel geliefd bij de Iraanse fans. Ćiro behield de 3−5−2 formatie waarmee Iran de derde plaats had weten te behalen bij het Aziatisch kampioenschap 1996. Hij introduceerde nieuwe spelers in het team, zoals Rahman Rezaei, Javad Nekounam en Ebrahim Mirzapour. Ćiro stond bekend als een luidruchtige trainer langs de lijn en beweerde dat hij zich aan de doelpalen zou hangen als Iran zich niet ten koste van Ierland zou plaatsen voor het WK 2002. Ierland won met 2-1 na verlenging en Blažević besloot te stoppen bij Iran. Zijn assistent Branko Ivanković nam zijn taak over.
Ćiro keerde terug naar Kroatië en behoedde NK Osijek van degradatie om vervolgens aan de slag te gaan bij Dinamo. In zijn vierde periode bij de club won Blažević het Kroatisch kampioenschap in 2003. Hij verliet de club echter, omdat hij ruzie kreeg met zijn oude vriend Zdravko Mamić, vice-voorzitter van de club.
Ćiro leidde het Sloveense Mura voor enkele maanden voordat hij coach werd van het Kroatische NK Varteks, waar hij tot het einde van het seizoen werkzaam was.

### Korte periode bij Hajduk
Ćiro maakte voorafgaand aan het seizoen 2005/06 de controversiële overstap naar Hajduk Split. Ondanks eerder aangegeven te hebben ooit Hajduk te willen coachen was er kritiek van de fans vanwege zijn band met aartsrivaal Dinamo. Niet verrassend zorgde zijn komst voor een grote controverse; Hajduk fans hadden verschillende meningen. Een aanzienlijk aantal zag Ćiro als wonderdoener die Hajduk weer oude glorietijden zou herbeleven.
Die verwachtingen werden echter niet voldaan. Onder Ćiro's leiding werd Hajduk onmiddellijk uitgeschakeld op Europees niveau, na een 8-0 nederlaag over twee wedstrijden tegen het Hongaarse Debreceni VSC. De 5-0 nederlaag in het eerste duel wordt gezien als de meest vernederende nederlaag van Hajduk Split in het Poljudstadion. In de competitie werd ook nauwelijks gewonnen en Ćiro trad uiteindelijk af op 18 september. Opvolger was oud Hajduk-speler Igor Štimac.

### Neuchâtel en NK Zagreb
In oktober 2005 keerde hij terug naar Zwitserland en coachte hij Neuchâtel Xamax. Hij was de vervanger van Alain Geiger. Hij was gehaald als ultieme poging om de club te behoeden van degradatie nadat de club slechts één wedstrijd won van de eerste tien wedstrijden van het seizoen. Hoewel Ćiro enkele memorabele overwinning behaalde met Neuchâtel tegen Zwitserse grootmachten FC Basel en FC Zürich, eindigden ze het seizoen op de negende plaats (van de tien) en gingen ze play-offs om degradatie spelen. Ze degradeerden uiteindelijk na een nederlaag tegen een ploeg die Ćiro 35 jaar eerder onder zijn hoede had; FC Sion (3-0). In juni 2006 verliet hij de club.
Opnieuw keerde Blažević terug naar Kroatië, ditmaal om aan de slag te gaan bij NK Zagreb. De club was in het seizoen 2006/07 succesvol en eindigde op een derde plaats achter achter Dinamo en Hajduk, waarmee ze een plek in de UEFA Intertoto Cup 2007 verdienden. In het volgende seizoen werd het team echter al in de eerste ronde uitgeschakeld door Vllaznia op basis van uitdoelpunten. Mede door het vertrek van sterspelers Ivica Vrdoljak en Mario Mandžukić naar stadsgenoot Dinamo Zagreb presteerde NK Zagreb het volgende seizoen minder en werden ze uiteindelijke zesde. Na de laatste wedstrijd van het seizoen kondigde Ćiro zijn afscheid aan, na onderling overleg met de voorzitter van de club.

### Coach van Bosnië en Herzegovina

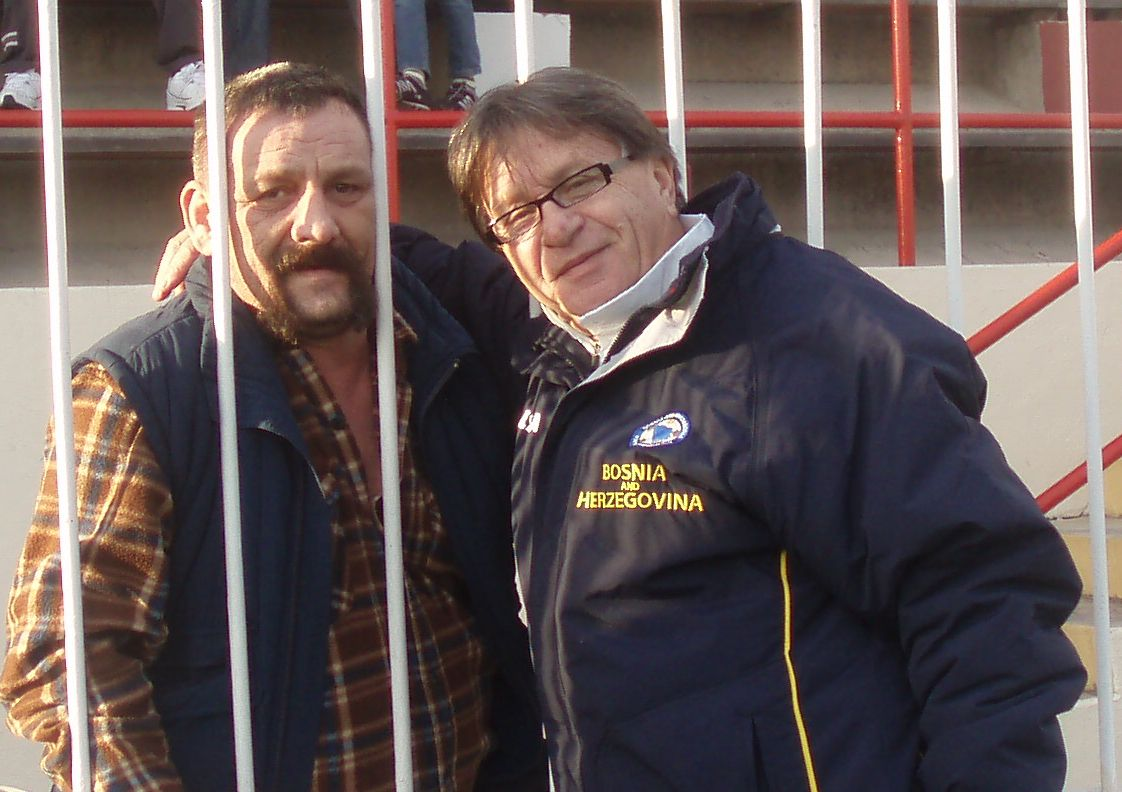
Blažević (rechts, foto uit 2009) wist zich met Bosnië niet te plaatsen voor het WK 2010, doordat er in de beslissende play-off werd verloren van Portugal.

Op 10 juli 2008 werd Ćiro aangesteld als bondscoach van het Bosnisch voetbalelftal als vervanger van Meho Kodro, die twee maanden eerder door de Bosnische voetbalbond was ontslagen nadat hij weigerde om het nationale team te coachen in een vriendschappelijke wedstrijd tegen Iran. Doordat Kodro's ontslag door veel fans werd gezien als een van vele problematische beslissingen van de Bosnische voetbalbond werd Blažević bij zijn aankomst niet door iedereen met open armen ontvangen.
Onder Blažević plaatste Bosnië zich voor het play-off duel om kwalificatie voor het WK 2010 tegen Portugal. In Lissabon verloor Bosnië met 1-0 door een doelpunt van Bruno Alves. In Zenica verloor Bosnië opnieuw met 1-0, ditmaal door toedoen van Raul Meireles en wist zich niet te plaatsen voor het eindtoernooi. Hij kondigde op 11 december 2009 zijn ontslag aan. Zijn vertrek werd voorafgegaan door kritiek van Bosnische fans en journalisten na de persoonlijke aanval van Blažević op publiekslieveling Zvjezdan Misimović. Ćiro gaf de speler de schuld van de nederlaag tegen de Portugezen. Hij werd opgevolgd door Safet Sušić.
| Interlands Bosnië en Herzegovina onder leiding van Miroslav Blažević | Interlands Bosnië en Herzegovina onder leiding van Miroslav Blažević | Interlands Bosnië en Herzegovina onder leiding van Miroslav Blažević | Interlands Bosnië en Herzegovina onder leiding van Miroslav Blažević | Interlands Bosnië en Herzegovina onder leiding van Miroslav Blažević | Interlands Bosnië en Herzegovina onder leiding van Miroslav Blažević |
| №                                                                    | Datum                                                                | Wedstrijd                                                            | Uitslag                                                              | Competitie                                                           |                                                                      |
| -------------------------------------------------------------------- | -------------------------------------------------------------------- | -------------------------------------------------------------------- | -------------------------------------------------------------------- | -------------------------------------------------------------------- | -------------------------------------------------------------------- |
| 1                                                                    | 20.08.2008                                                           | Bosnië en Herzegovina – Bulgarije                                    | 1 – 2                                                                | Vriendschappelijk                                                    |                                                                      |
| 2                                                                    | 06.09.2008                                                           | Spanje – Bosnië en Herzegovina                                       | 1 – 0                                                                | WK-kwalificatie                                                      |                                                                      |
| 3                                                                    | 10.09.2008                                                           | Bosnië en Herzegovina – Estland                                      | 7 – 0                                                                | WK-kwalificatie                                                      |                                                                      |
| 4                                                                    | 11.10.2008                                                           | Turkije – Bosnië en Herzegovina                                      | 2 – 1                                                                | WK-kwalificatie                                                      |                                                                      |
| 5                                                                    | 15.10.2008                                                           | Bosnië en Herzegovina – Armenië                                      | 4 – 1                                                                | WK-kwalificatie                                                      |                                                                      |
| 6                                                                    | 19.11.2008                                                           | Slovenië – Bosnië en Herzegovina                                     | 3 – 4                                                                | Vriendschappelijk                                                    |                                                                      |
| 7                                                                    | 28.03.2009                                                           | België – Bosnië en Herzegovina                                       | 2 – 4                                                                | WK-kwalificatie                                                      |                                                                      |
| 8                                                                    | 01.04.2009                                                           | Bosnië en Herzegovina – België                                       | 2 – 1                                                                | WK-kwalificatie                                                      |                                                                      |
| 9                                                                    | 01.06.2009                                                           | Oezbekistan – Bosnië en Herzegovina                                  | 0 – 0                                                                | Vriendschappelijk                                                    |                                                                      |
| 10                                                                   | 09.06.2009                                                           | Oman – Bosnië en Herzegovina                                         | 1 – 2                                                                | Vriendschappelijk                                                    |                                                                      |
| 11                                                                   | 12.08.2009                                                           | Bosnië en Herzegovina – Iran                                         | 2 – 3                                                                | Vriendschappelijk                                                    |                                                                      |
| 12                                                                   | 05.09.2009                                                           | Armenië – Bosnië en Herzegovina                                      | 0 – 2                                                                | WK-kwalificatie                                                      |                                                                      |
| 13                                                                   | 09.09.2009                                                           | Bosnië en Herzegovina – Turkije                                      | 1 – 1                                                                | WK-kwalificatie                                                      |                                                                      |
| 14                                                                   | 10.10.2009                                                           | Estland – Bosnië en Herzegovina                                      | 0 – 2                                                                | WK-kwalificatie                                                      |                                                                      |
| 15                                                                   | 14.10.2009                                                           | Bosnië en Herzegovina – Spanje                                       | 2 – 5                                                                | WK-kwalificatie                                                      |                                                                      |
| 16                                                                   | 14.11.2009                                                           | Portugal – Bosnië en Herzegovina                                     | 1 – 0                                                                | WK-kwalificatie                                                      |                                                                      |
| 17                                                                   | 18.11.2009                                                           | Bosnië en Herzegovina – Portugal                                     | 0 – 1                                                                | WK-kwalificatie                                                      |                                                                      |

### Shanghai Shenhua
Na zijn vertrek als bondscoach van het Bosnisch voetbalelftal tekende hij een dag later, op 12 december 2009, voor het Chinese Shanghai Shenhua.

### Chinees olympisch team
Hij werd benoemd tot coach van het Chinees olympisch team op 30 november 2010. Hij trad in juni 2011 uit zijn positie nadat hij zich niet had weten te kwalificeren voor de Olympische Zomerspelen 2012.

### Mes Kerman
Op 28 augustus 2011 kondigde Mes Kerman uit de Iran Pro League aan dat de club Blažević zal contracteren als vervanger van Samad Marfavi, die twee dagen daarvoor bij de club was vertrokken. Op 31 augustus
keerde hij na tien jaar weer terug naar Iran nadat hij een contract voor één seizoen tekende bij Mes. Op 9 september debuteerde hij met een 1-1 gelijkspel tegen SC Damash. De beginperiode bij de club was succesvol, maar na enkele weken keerde Mes terug naar de degradatiezone. Hij werd ontslagen als hoofdtrainer op 14 februari 2012 en werd benoemd tot technisch directeur van de club.

### NK Zagreb
In november 2012 keerde Blažević terug bij NK Zagreb om de club te helpen in de 1. HNL te blijven. In het begin haalde hij behoorlijke resultaten waaronder een overwinning op Dinamo Zagreb op eigen terrein, maar later werden de prestaties minder. In december 2012 verliet hij bijna de club, vanwege een ernstige ruzie met de voorzitter van de club. Uiteindelijk besloot hij toch om te blijven. In mei 2013, nadat NK Zagreb gedegradeerd was, kondigde Ćiro zijn afscheid van het profvoetbal aan.

### Sloboda Tuzla
Uiteindelijk nam de trainer toch geen afscheid van het profvoetbal. In januari 2014, nadat hij een aanbod van Kroatisch tweedeklasser NK Solin had geweigerd, tekende Blažević bij het Bosnische Sloboda Tuzla, uitkomend in de Prva Liga FBiH. Toen hij bij de club begon stonden ze op de tweede plaats op de ranglijst en had het als doel om te promoveren naar het hoogste niveau. Hij slaagde hierin en won met Sloboda 13 van de 15 wedstrijden onder zijn leiding.

### NK Zadar
Van 5 september 2014 tot 5 januari 2015 was hij hoofdtrainer bij NK Zadar. Dit was zijn laatste club waar hij als trainer actief was.
Blažević overleed na een lang ziekbed twee dagen voor zijn 88e verjaardag.

## Erelijst
FC Sion
- Zwitserse voetbalbeker (1): 1974

 Dinamo Zagreb
- Prva Liga (1): 1981/82
- Joegoslavische voetbalbeker (1): 1982/83
- 1. HNL (2): 1992/93, 2002/03
- Kroatische voetbalbeker (1): 1993/94

 Grasshopper
- Super League (1): 1983/84

 Hajduk Split
- Kroatische Supercup (1): 2005

 Sloboda Tuzla
- Prva Liga FBiH (1): 2013/14

### Internationaal
Kroatië
- WK 1998: Derde plaats

### Individueel
Franjo Bučar State Award voor Sport: 2
1998, 2007